# Polypore géant
Meripilus giganteus
Espèce
Meripilus giganteus, le Polypore géant, est une espèce de champignons (Fungi) basidiomycètes de la famille des Meripilaceae.

## Description

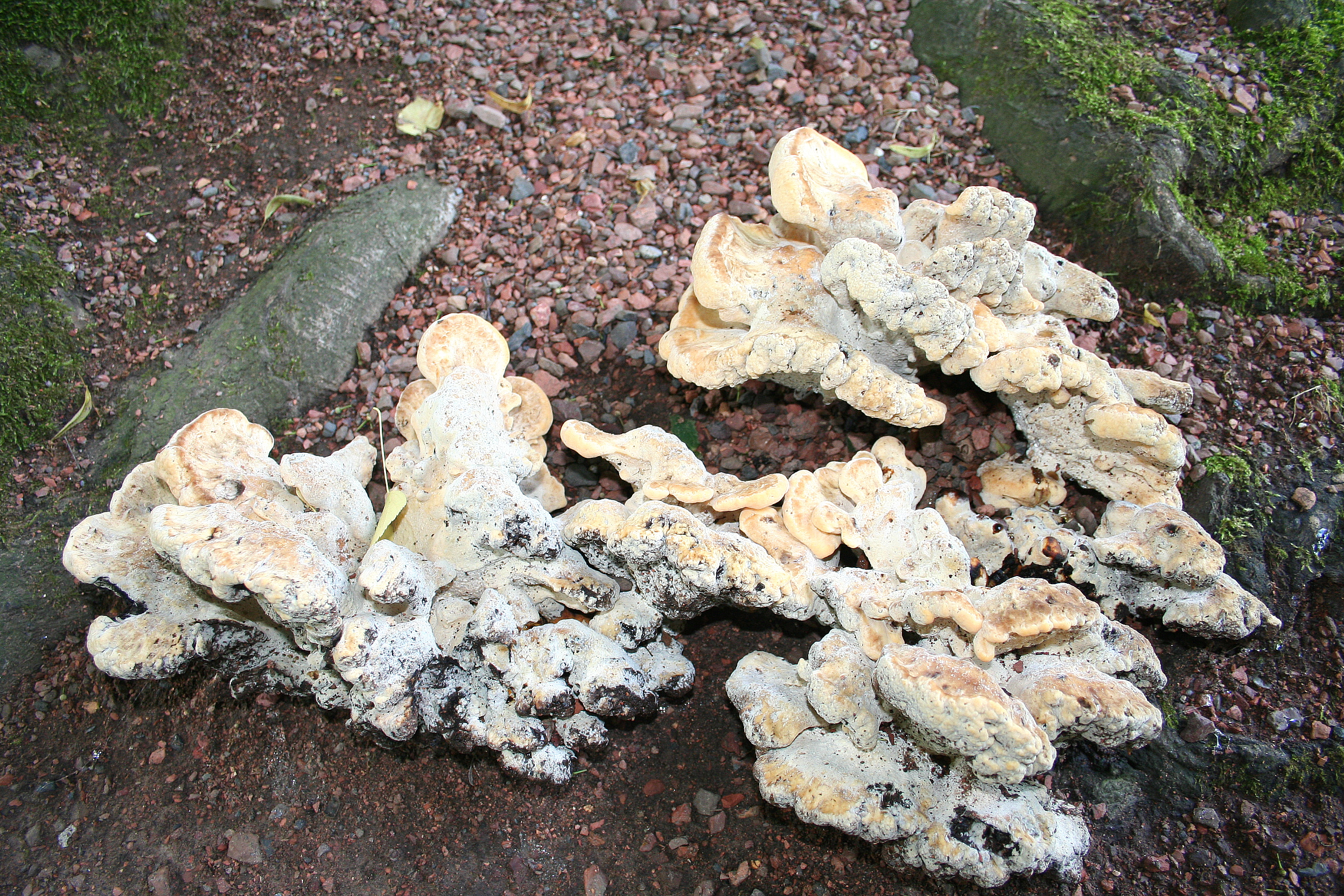
Meripilus giganteus (jeune)

Le Polypore géant est un champignon de très grande taille, pouvant atteindre 20 à 80 cm de largeur. Il est constitué de plusieurs chapeaux ayant la forme d’un éventail, disposés en rosette sur une base commune et mesurant chacun de 10 à 35 cm de long sur 1 à 3 cm d’épaisseur, dont la partie supérieure beige striée concentriquement de brun roux est également bordée de cette couleur.
Jeune, il a une chair blanchâtre et molle, qui devient rapidement fibreuse et coriace en se teintant de rouge, puis de brun foncé et finalement de noir, d'odeur agréable et de saveur acidulée.
Il pousse du milieu de l’été à l'automne, principalement sur la base du tronc et les racines du hêtre et du chêne. C'est un parasite "opportuniste", profitant de la faiblesse d'un arbre vieux et accélérant son déclin.
Cette espèce se distingue de Meripilus applanatus par ses spores plus grandes et moins globuleuses, ainsi que par ses pores plus visibles à l’œil nu et typiquement des basidiomes plus grands et plus épais.

## Utilisation
C’est un champignon comestible de qualité médiocre, qui ne peut être consommé que très jeune.
Plus tard, il devient immangeable de par sa consistance fibreuse et dure ainsi que sa saveur aigre.

## Taxonomie
Le nom correct complet (avec auteur) de ce taxon est Meripilus giganteus (Pers.) P. Karst., 1882.
L'espèce a été initialement classée dans le genre Boletus sous le basionyme Boletus giganteus Pers., 1794.
Ce taxon porte en français les noms vernaculaires ou normalisés suivants : Polypore geant, polypore géant.
Meripilus giganteus a pour synonymes :
- Agaricus multiplex Dill., 1719
- Boletus acanthoides Bull., 1791
- Boletus elegans Bolton, 1788
- Boletus giganteus Pers., 1794
- Cladomeris giganteus (Pers.) Quél., 1886
- Clavaria aequivoca Holmsk., 1790
- Flabellopilus giganteus (Pers.) Kotl. & Pouzar, 1957
- Grifola gigantea (Pers.) Pilát, 1934
- Grifola lentifrondosa Murrill, 1904
- Meripilus lentifrondosa (Murrill) M.J. Larsen & Lombard (1988), 1988
- Merisma giganteum (Pers.) Gillet, 1878
- Polypilus giganteus (Pers.) Donk, 1933
- Polyporus acanthoides Rostk., 1848
- Polyporus giganteus (Pers.) Fr., 1815

L'espèce Meripilus sumstinei (Murrill, 1904, dont un synonyme est Grifola sumstinei), bien que considérée comme une espèce à part entière en Europe, est parfois nommée Meripilus giganteus aux États-Unis.

## Publication originale
- (sv) PA Karsten, Rysslands, Finlans och den Skandinaviska halföns Hattsvampar. Sednare Delen: Pip-, Tagg-, Hud-, Klubb- och Gelésvampar, vol. 37, Helsingfors, Finska Litteratur-Sällskapets tryckeri, 1882 (OCLC 773474491), p. 1-257

### Bibliographie

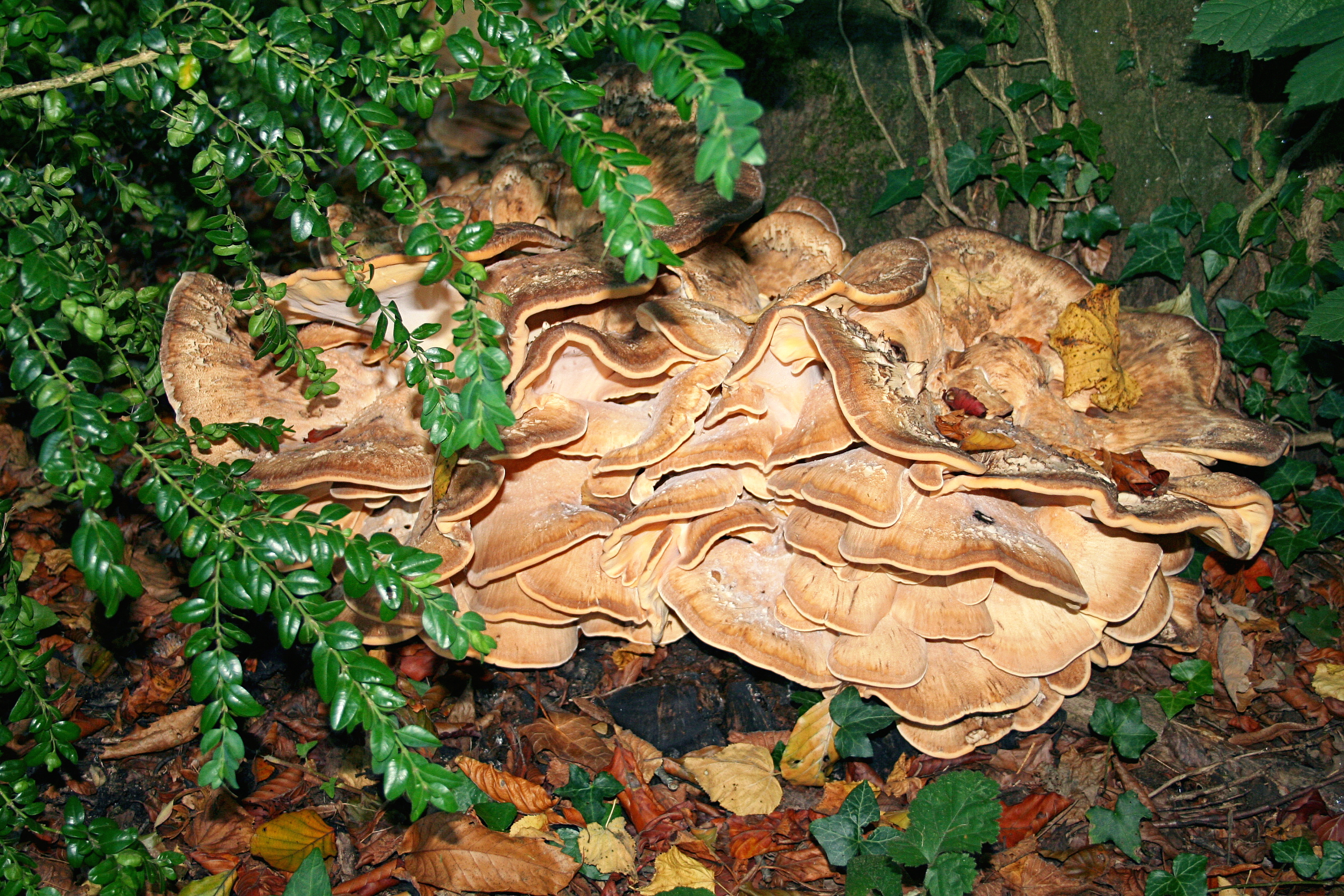
Meripilus giganteus.